# 8. květen
8. květen je 128. den roku podle gregoriánského kalendáře (129. v přestupném roce). Do konce roku zbývá 237 dní. V Česku připadá na 8. květen Den vítězství a státní svátek.

## Události

### Česko
- 1394 – Skupina českých šlechticů vedená moravským markrabím Joštem uvěznila krále Václava IV.
- 1431 – V Chebu byla uzavřena dohoda mezi husity a posly basilejského koncilu o způsobu řešení vzájemného sporu. Byl to velký úspěch husitů, neboť si vymohli právo hájit svobodně své učení před nejvyššími zástupci církve.
- 1844 – Na žádost občanů bylo Královo Pole povýšeno na městys. V čele obce stál až do roku 1850 rychtář jmenovaný vrchností.
- 1850 – Karel Havlíček Borovský začal v Kutné Hoře vydávat časopis Slovan.
- 1919 – Karpatoruská Ústřední národní rada vyhlásila připojení Podkarpatské Rusi k Československu.
- 1928 – Premiéra druhé hry V+W Smoking revue v Osvobozeném divadle
- 1945
  - Pražské povstání: Mezi povstalci a německými vojsky v Praze bylo dohodnuto příměří.
  - Němcům se během dopoledne podařilo obsadit okrajové části Prahy a Pražské povstání bylo velmi ohroženo. V rozhodující chvíli Čechům pomohla významně Ruská osvobozenecká armáda generála Vlasova.
  - Tankové jednotky Rudé armády osvobodily židovské ghetto a věznici gestapa v Terezíně.
  - Tragický byl mylný útok sovětského letectva na obec Hrotovice na Třebíčsku.
- 1946 – Byl přijat Zákon o právnosti jednání souvisících s bojem o znovunabytí svobody Čechů a Slováků.
- 1953 – Památník národního písemnictví otevřen na Strahově.
- 1991 – V noci na Benešovsku spadl tzv. Benešovský bolid s jasností -19,5 magnitudy. Jeho část byla nalezena v dubnu 2011.[1]
- 1997 – Na bývalém vojenském letišti Hradčany ustavil jezdec Petr Bolt za volantem vozu MTX Tatra V8 nový český rychlostní rekord 260 km/h a průměru na letmém kilometru 210,895 km/h.
- 2008 – Metro v Praze bylo prodlouženo o  4,6 kilometru a tři stanice na trase C. Metro nekončí na Ládví, ale pokračuje přes Střížkov, Prosek do Letňan.
- 2009 – Prezident Klaus jmenoval úřednickou vládu Jana Fischera poté, co předešlá vláda Mirka Topolánka musela odstoupit kvůli vyslovení nedůvěry Poslaneckou sněmovnou.

### Svět

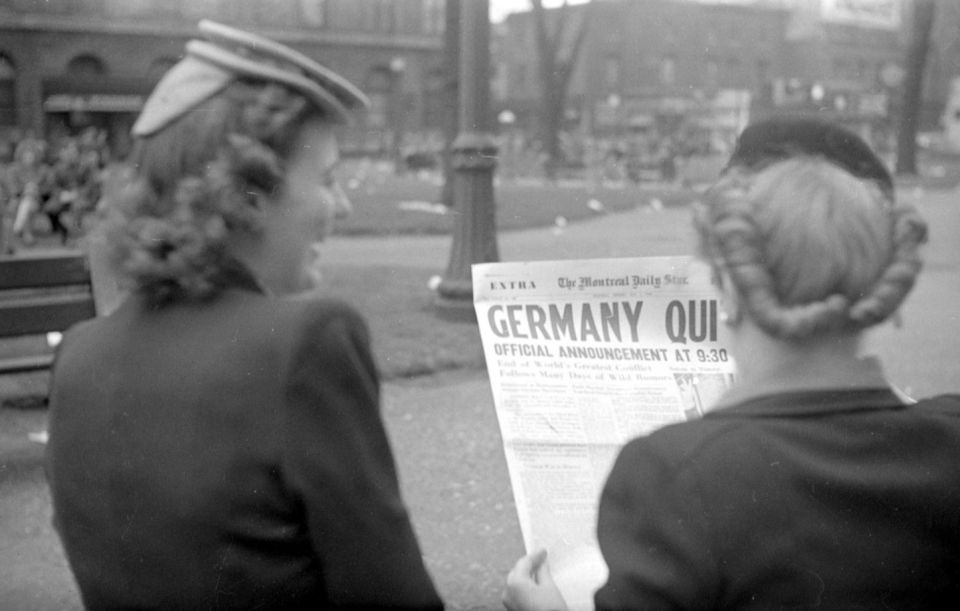
Montreal Daily Star: "Germany Quit", 7. května 1945

- 1360 – Mír z Brétigny mezi Angličany a Francouzi, Eduard III. dostal Akvitánii a zřekl se nároku na francouzskou korunu.
- 1429 – Obléhání Orléansu: Francouzské vojsko, vedené Johankou z Arku, porazilo anglické obléhatele a vjelo do osvobozeného Orléansu, čímž zahájilo rozhodující obrat ve stoleté válce.
- 1886 – V Atlantě uvedl lékárník John Pemberton do prodeje „šumivý lék“ proti kocovině Coca-Cola.
- 1902 – Došlo k erupci sopky Mont Pelée, která zničila město Saint-Pierre na ostrově Martinik.
- 1912 – V kalifornském Hollywoodu bylo založeno americké filmové studio Paramount Pictures.
- 1945
  - Karl Dönitz vydal rozhlasovým projevem rozkaz k bezpodmínečné kapitulaci všech ozbrojených německých jednotek.
  - Začátek masakru v Sétifu a Guelmě, který spáchali francouzští vojáci a osadníci na Alžířanech.
- 1950 – Generál Čankajšek požádal USA o zbraně pro boj proti Čínské lidové republice.
- 1978 – První výstup na Mount Everest bez doplňkového kyslíku, Reinhold Messner a Peter Habeler.
- 2018 – Spojené státy americké jednostranně odstoupily od dohody o íránském jaderném programu.
- 2025 - Zvolen papež Lev XIV.

## Narození

### Česko

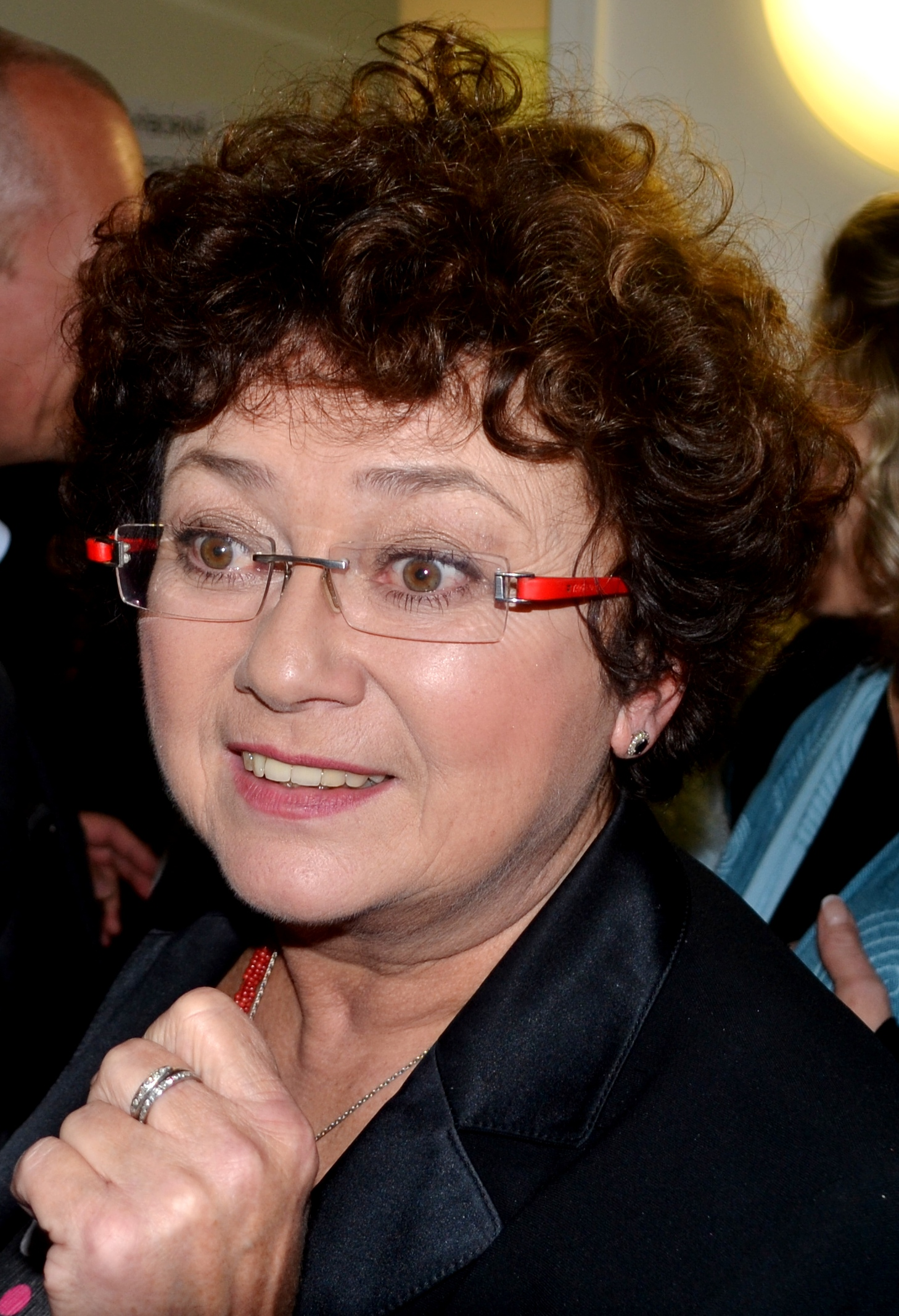
Jana Boušková (* 1954)

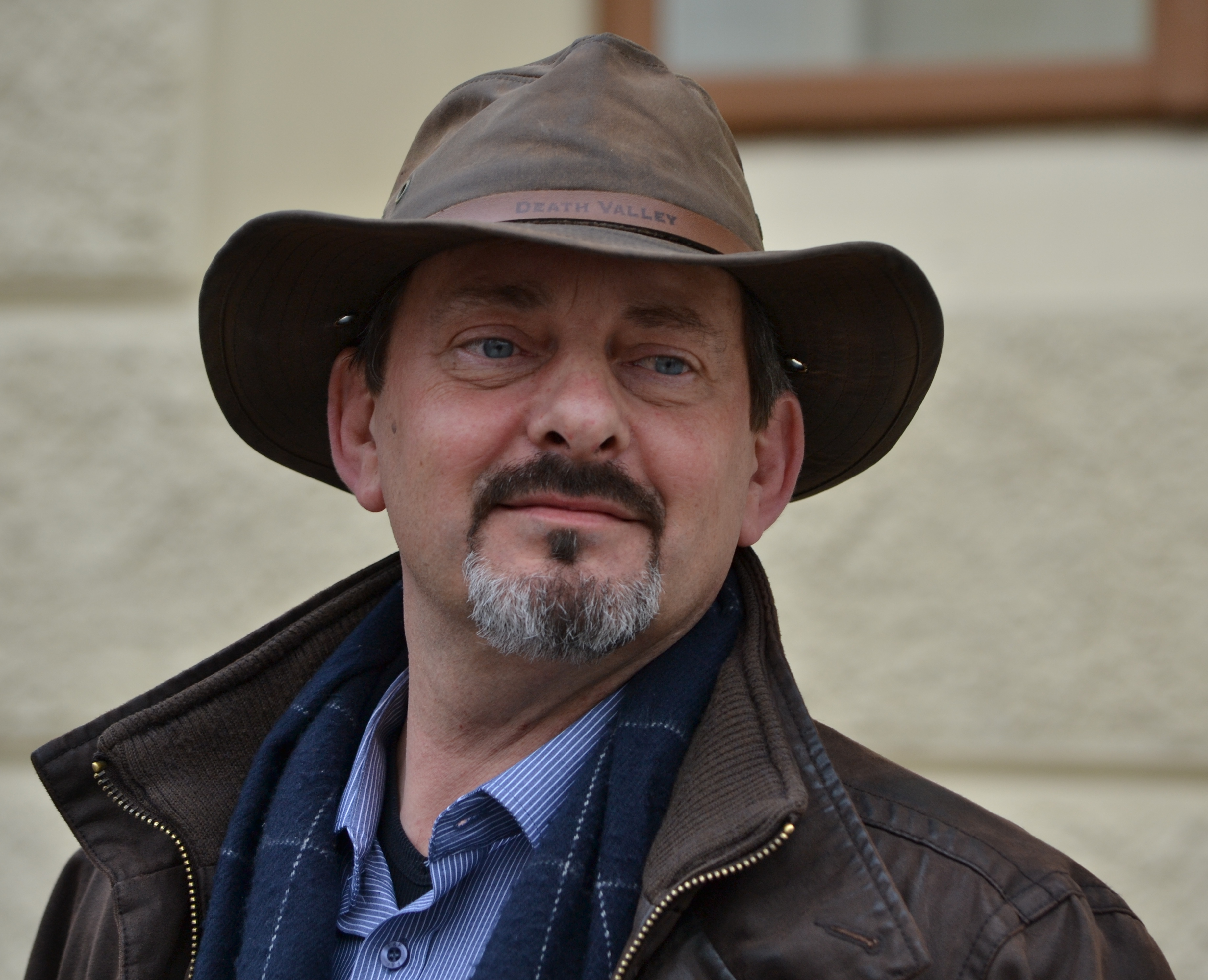
Otakar Brousek (* 1957)

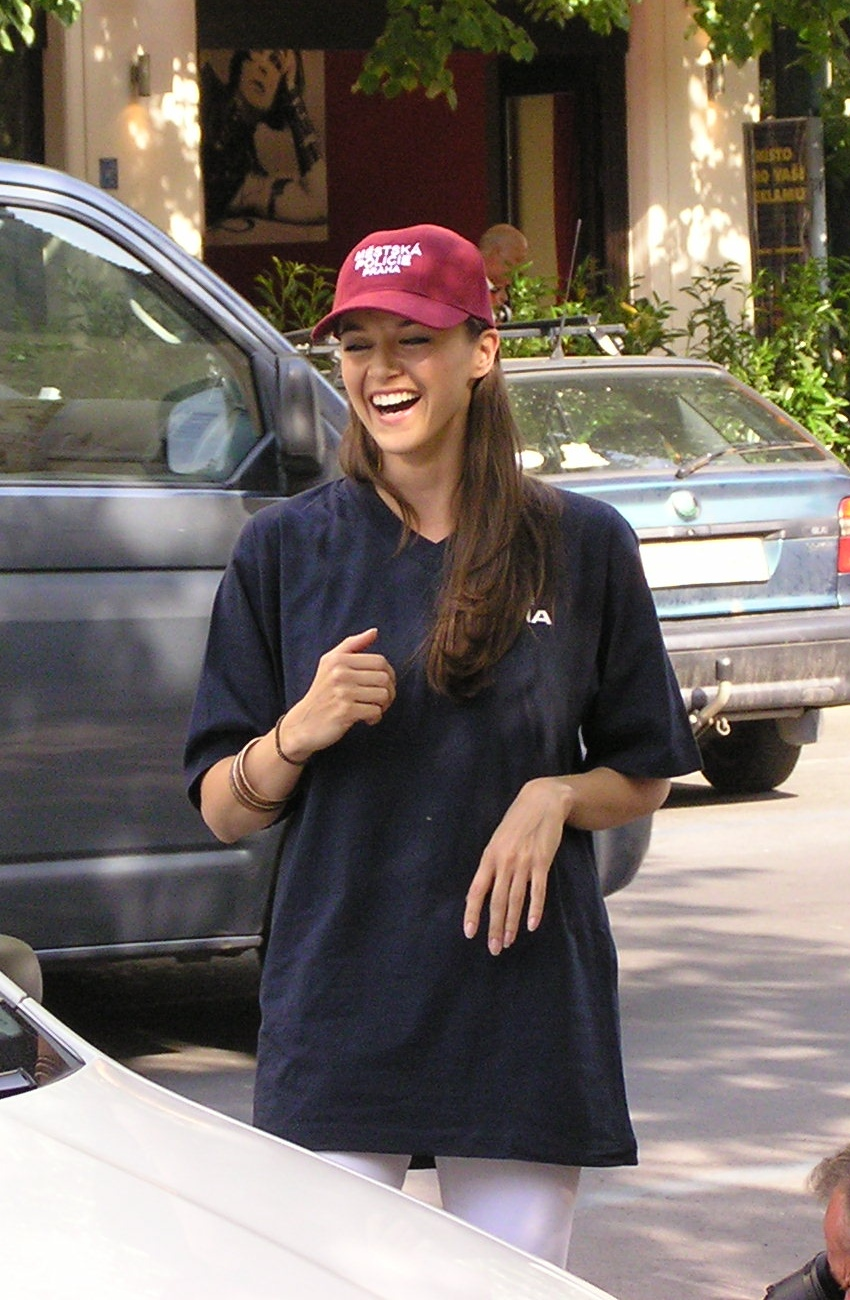
Iva Kubelková (* 1977)

- 1620 – Johann Kunsch von Breitenwald, protestantský kazatel a teolog († 9. listopadu 1681)
- 1742 – Jan Křtitel Krumpholtz, harfeník a hudební skladatel († 19. února 1790)
- 1752 – Johann Josef Nehr, klášterní lékař a zakladatel Mariánských Lázní jako lázeňského města († 13. září 1820)
- 1806 – Jan Bedřich Kittl, český skladatel († 20. července 1868)
- 1811 – Jan Nepomuk Řehák, kanovník Katedrální kapituly u sv. Štěpána v Litoměřicích († 18. května 1901)
- 1823 – Ignác Schiebl, český podnikatel, novinář a politik († 2. března 1901)
- 1840 – František Schwarz, politický a kulturní činitel na Plzeňsku († 4. května 1906)
- 1849 – Josef Kopallik, teolog, církevní historik († 21. září 1897)
- 1855 – Bohuslav Brauner, chemik († 15. února 1935)
- 1861 – Bohuslav Franta, československý politik († 24. dubna 1929)
- 1864 – Adolf Dobrovolný, herec, režisér a rozhlasový hlasatel († 17. ledna 1934)
- 1877
  - Vincenc Kramář, historik umění a sběratel († 7. února 1960)
  - Otakar Lebeda, český malíř († 12. dubna 1901)
- 1883 – Josef Waltner, český herec a kabaretiér († 14. února 1961)
- 1890 – Jaroslav František Stockar von Bernkopf, architekt († 6. února 1977)
- 1891
  - Václav Jiřikovský, český herec, režisér a divadelní ředitel († 9. května 1942)
  - Jan Vraštil, církevní historik, kanovník litoměřické kapituly († 30. července 1955)
- 1896 – Jan Květ, český historik umění († 14. července 1965)
- 1897
  - Jan Chomutovský, český architekt a politik († 23. května 1975)
  - Vladislav Forejt, český cestovatel a novinář († 10. října 1974)
- 1898 – Bedřich Piskač, český malíř († 26. března 1929)
- 1904 – Leopold Pokorný, český interbrigadista († 4. dubna 1937)
- 1914 – František Smetana, violoncellista († 25. listopadu 2004)
- 1915 – Antonín Němeček, za protektorátu pomocník radiotelegrafistů ilegální organizace ÚVOD († 12. února 1942)
- 1921 – Milan Hegar, knižní grafik, typograf († 7. července 1987)
- 1922 – Miroslav Macháček, herec a divadelní režisér († 17. února 1991)
- 1925 – Ludmila Forétková, herečka († 9. ledna 2009)
- 1930 – Dušan Papoušek, český vědec a spisovatel († 14. říjen 2010)
- 1932 – Václav Grulich, ministr vnitra ČR
- 1933 – Jaroslav Oliverius, arabista, hebraista a překladatel († 13. srpna 2020)
- 1934 – Jindřich Cigánek, profesor oboru výstavba dolů a geotechnika
- 1935 – Jaroslav Hovadík, český grafik, malíř a sochař († 20. května 2011)
- 1936 – Marta Boháčová, česká operní pěvkyně († 12. srpna 2014)
- 1937 – Jana Moravcová, spisovatelka, překladatelka a redaktorka
- 1938 – Pavel Brom, grafik, malíř a ilustrátor († 4. června 2009)
- 1941 – Václav Kočka starší, organizátor kulturních a zábavných akcí
- 1943
  - Lubo Kristek, český sochař, malíř a akční umělec
  - Tomáš Pěkný, český prozaik, dramatik, kulturní historik († 17. listopadu 2013)
- 1945
  - Jitka Gruntová, historička a politička
  - Miloslav Pojsl, církevní historik, památkář a historik umění
  - Jan Halas, novinář, literát a rozhlasový redaktor († 7. ledna 2010)
- 1949
  - Jiří Knot, český herec
  - Petr Kozánek, český politik, signatář Charty 77
- 1954
  - Jana Boušková, herečka
  - Miloš Černoušek, herec
- 1957 – Otakar Brousek mladší, herec
- 1959 – Igor Sláma, cyklista, bronz na OH
- 1964 – Petra Jindrová Lupínková, dabérka
- 1966 – Jaroslav Stodola, český sériový vrah, který v letech 2001 a 2002 společně s manželkou Danou zavraždil a oloupil 8 osob důchodového věku
- 1977
  - Jiří Burger, hokejista
  - Iva Kubelková, modelka, moderátorka a herečka
- 1978 – Sandra Kleinová, tenistka

### Svět

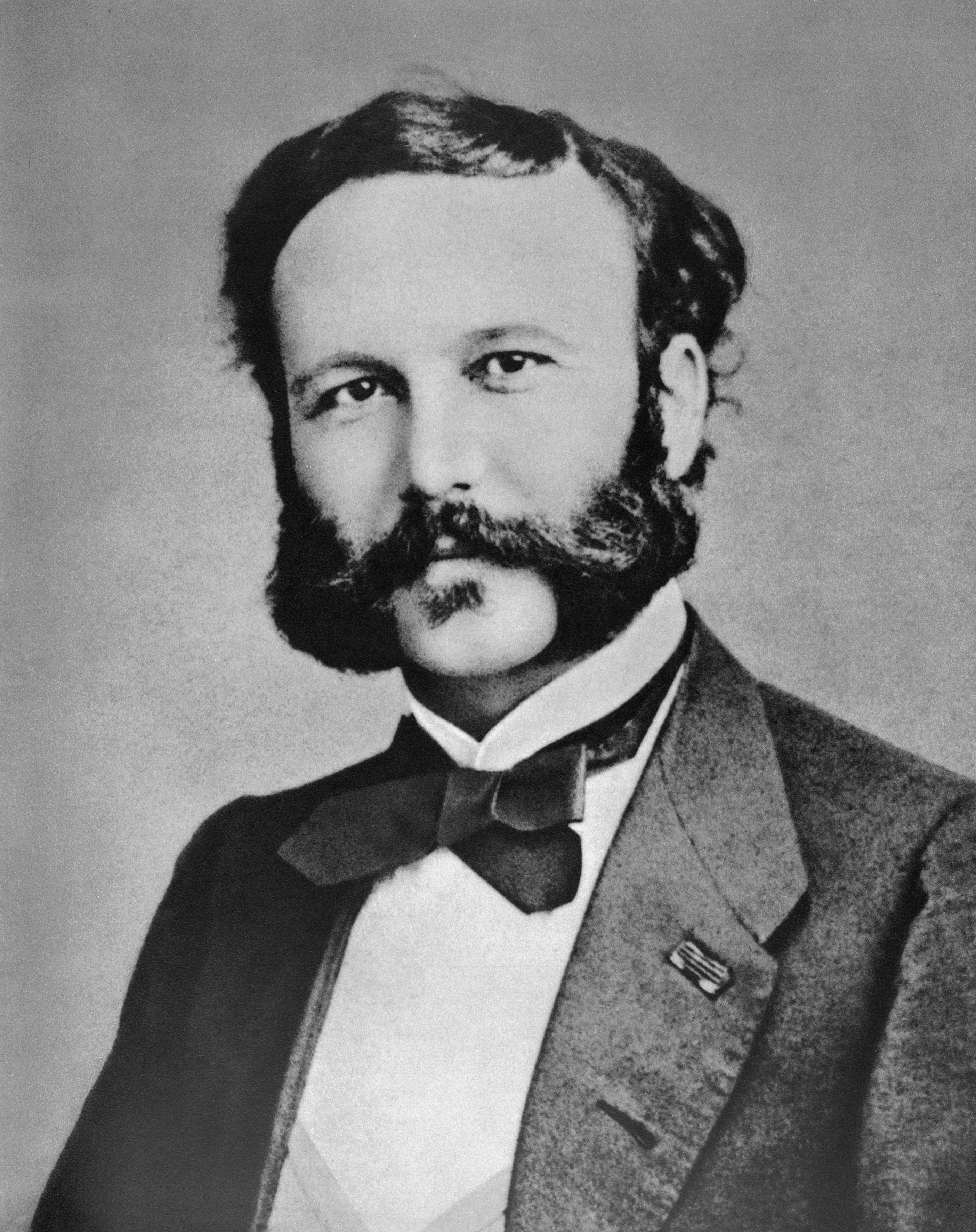
Henri Dunant (* 1828)

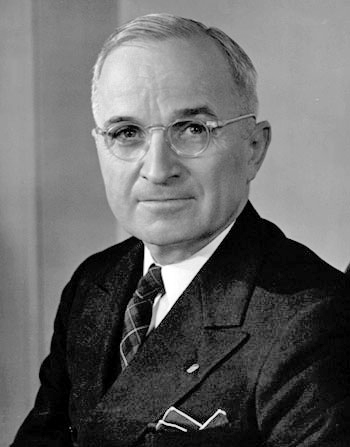
Harry Truman (* 1884)

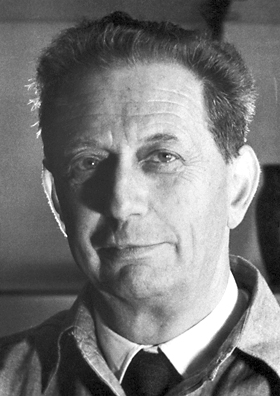
André Lwoff (* 1902)

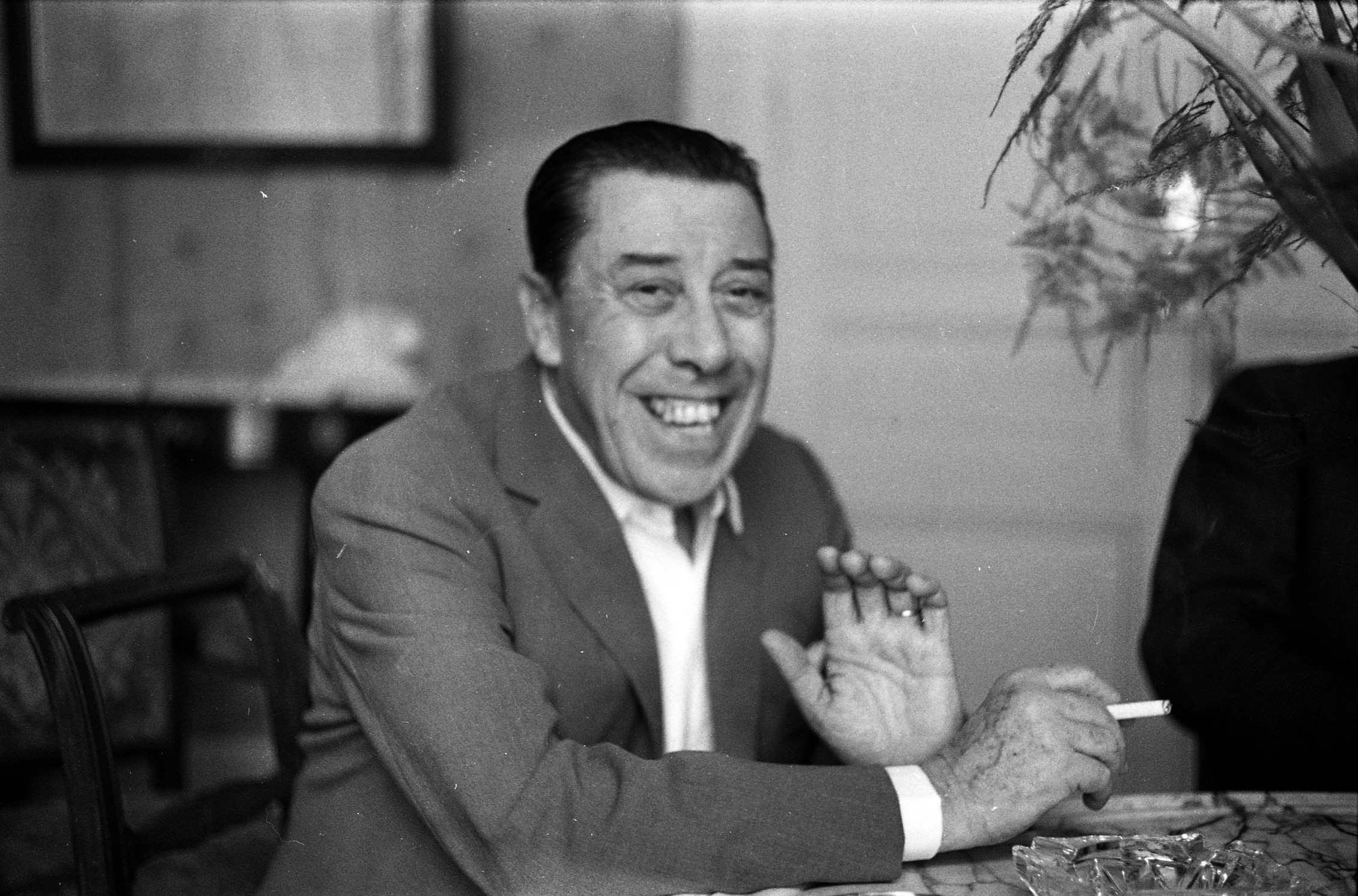
Fernandel (* 1903)

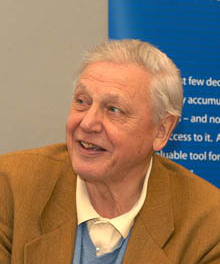
David Attenborough (* 1926)

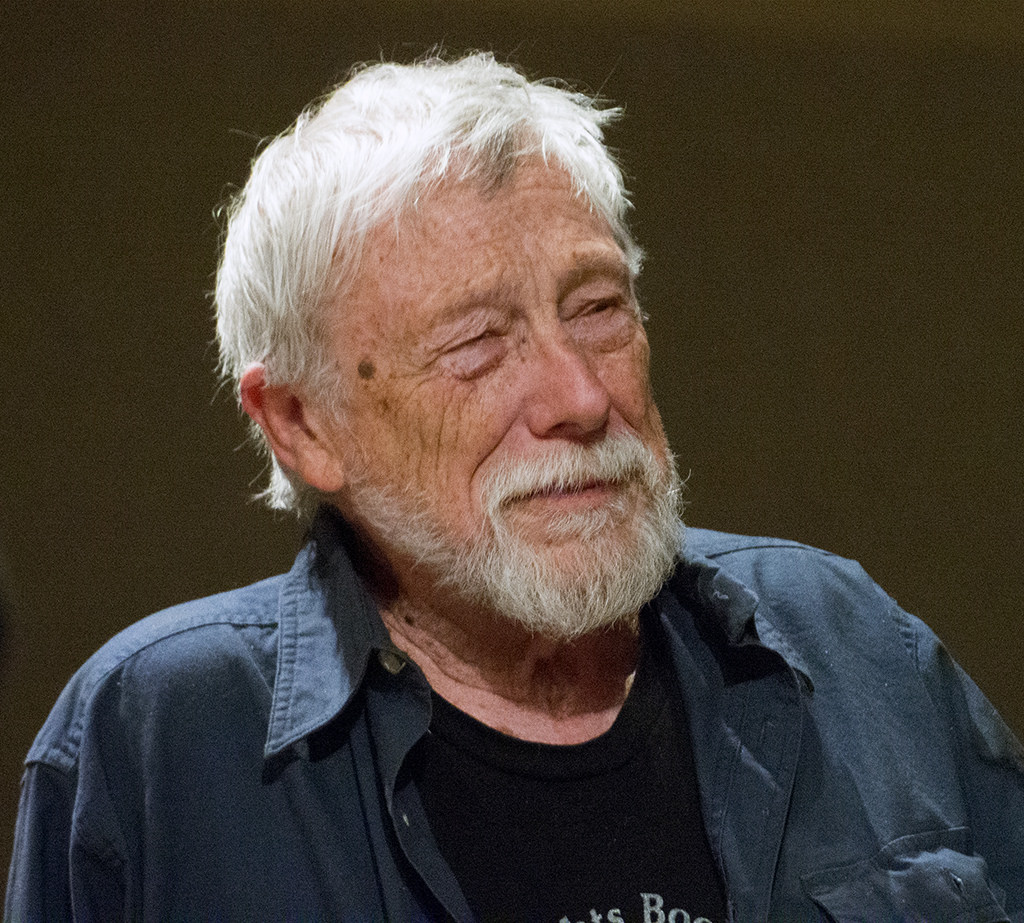
Gary Snyder (* 1930)

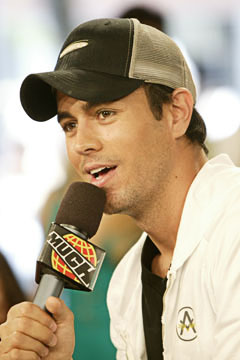
Enrique Iglesias (* 1975)

- 1326 – Jana z Auvergne, francouzská královna jako manželka Jana II. († 29. září 1360)
- 1521 – Svatý Petr Canisius, jezuitský teolog a kazatel († 21. prosince 1597)
- 1548 – Giacomo Boncompagni, nelegitimní syn papeže Řehoře XIII. (* 18. srpna 1612)
- 1587 – Viktor Amadeus I., vévoda savojský, titulární král kyperský a jeruzalémský († 7. října 1637)
- 1653 – Claude de Villars, francouzský vojevůdce († 17. červen 1734)
- 1683 – Marie Alžběta z Lichtenštejna, knížecí princezna († 4. května 1744)
- 1720 – William Cavendish, britský státník († 2. října 1764)
- 1737 – Edward Gibbon, britský historik († 16. ledna 1794)
- 1751 – Henri d'Ormesson, francouzský politik († 12. dubna 1808)
- 1753 – Miguel Hidalgo y Costilla, kněz, vůdce mexické války za nezávislost († 30. července 1811)
- 1786 – Jan Vianney, francouzský diecézní kněz a světec († 4. srpna 1859)
- 1794 – Anders Johan Sjögren, finský spisovatel, etnolog a lingvista († 18. dubna 1855)
- 1810 – Friedrich von Thun und Hohenstein, rakouský diplomat († 24. září 1881)
- 1818 – Max Buchon, francouzský spisovatel a básník († 14. prosince 1869)
- 1824 – William Walker, americký filibustier, dobrodruh a žoldnéř, prezident Nikaraguy († 1860)
- 1828
  - Svatý Šarbel Machlúf, kněz, asketa působící na Středním východě († 24. prosince 1898)
  - Jean Henri Dunant, švýcarský spisovatel, spoluzakladatel Mezinárodního Červeného kříže, nositel Nobelovy ceny za mír († 1910)
- 1834 – Camille Silvy, francouzský fotograf († 2. února 1910)
- 1838 – Alexander Friedmann, rakouský podnikatel a politik († 22. února 1882)
- 1845 – Ignaz von Ruber, předlitavský státní úředník a politik († 7. listopadu 1933)
- 1858 – John Meade Falkner, anglický romanopisec a básník († 22. července 1932)
- 1863
  - Frederick Parkes Weber, britský dermatolog († 2. července 1962)
  - Cesira Ferrani, italská sopranistka († 4. května 1943)
- 1865 – Max Hussarek von Heinlein, předseda vlády Předlitavska († 6. března 1935)
- 1867 – Albert z Thurn-Taxisu, německý šlechtic a hlava rodu Thurn-Taxisu († 22. ledna 1952)
- 1878 – Marie Meklenburská, princezna Julius Ernst z Lippe († 14. října 1948)
- 1879 – Adolf Horváth, československý politik slovenské národnosti († 10. června 1934)
- 1881 – Rudolf Eisler, rakouský architekt († 5. května 1977)
- 1884 – Harry S. Truman, 33. americký prezident († 26. prosince 1972)
- 1888 – Maurice Boyau, francouzský stíhací pilot († 16. září 1918)
- 1892 – Arnold Hauser, maďarský historik a sociolog umění († 28. ledna 1978)
- 1894 – Benjamin Graham, americký ekonom († 21. září 1976)
- 1895
  - Edmund Wilson, americký spisovatel († 12. června 1972)
  - Georg Muche, německý malíř, tiskař, architekt a učitel († 26. března 1987)
  - Fulton Sheen, americký římskokatolický arcibiskup († 9. prosince 1979)
- 1898 – Aloysius Stepinac, chorvatský kardinál, arcibiskup Záhřebu († 10. února 1960)
- 1899 – Friedrich August von Hayek, ekonom, politolog a sociolog, nositel Nobelovy ceny za ekonomii za rok 1974 († 23. března 1992)
- 1901 – August Schmidthuber, nacistický politik a generál († 19. února 1947)
- 1902 – André Lwoff, francouzský mikrobiolog, Nobelova cena 1965 († 30. září 1994)
- 1903 – Fernandel, francouzský herec († 26. února 1971)
- 1906
  - Tuvia Bielski, polský odbojář († 12. června 1987)
  - Roberto Rossellini, italský filmový režisér a scenárista († 3. června 1977)
- 1909 – László Rajk, maďarský ministr vnitra a zahraničních věcí († 15. října 1949)
- 1910 – Mary Lou Williams, americká klavíristka († 28. května 1981)
- 1911 – Robert Johnson, americký bluesový muzikant († 16. srpna 1938)
- 1912 – Gertrud Fussenegger, rakouská spisovatelka († 19. března 2009)
- 1917 – Kenneth Taylor, americký teolog a spisovatel († 10. června 2005)
- 1919
  - Lex Barker, americký herec († 11. května 1973)
  - Carlo Vivarelli, švýcarský grafický designér († 12. června 1986)
  - Leon Festinger, americký sociální psycholog († 11. února 1989)
- 1920
  - Saul Bass, americký grafik († 25. dubna 1996)
  - Paul Marx, americký katolický kněz, benediktinský mnich a spisovatel († 20. března 2010)
- 1922
  - Bernardin Gantin, beninský kardinál († 13. května 2008)
  - Stephen Kim Sou-hwan, arcibiskup Soulu, kardinál († 15. února 2009)
- 1926 – David Attenborough, britský moderátor a přírodovědec
- 1927
  - László Paskai, arcibiskup ostřihomsko-budapešťský a kardinál († 17. srpna 2015)
  - Phil Cohran, americký trumpetista († 28. června 2017)
- 1930 – Gary Snyder, americký básník (Beat Generation) a environmentalista
- 1935
  - Alžběta Dánská, dánská princezna († 19. června 2018)
  - Jack Charlton, anglický fotbalista († 10. července 2020)
  - Salome Jensová, americká herečka
- 1937 – Thomas Pynchon, americký spisovatel
- 1938 – Jean Giraud, francouzský komiksový kreslíř († 10. března 2012)
- 1941 – Árpád Duka-Zólyomi, slovenský fyzik, pedagog a politik († 26. července 2013)
- 1942 – Jim „Motorhead“ Sherwood, americký hudebník († 25. prosince 2011)
- 1943
  - Danny Whitten, americký kytarista a zpěvák († 18. listopadu 1972)
  - Paul Samwell-Smith, britský hudebník (The Yardbirds)
  - Pat Barkerová, britská spisovatelka
- 1944 – Gary Glitter, anglický glam rockový zpěvák a skladatel
- 1945 – Keith Jarrett, americký jazzový pianista
- 1951 – Chris Frantz, americký hudební producent a bubeník skupiny Talking Heads
- 1952 – Charles Camarda, americký astronaut
- 1953 – Alex Van Halen, nizozemský hudebník (Van Halen)
- 1954
  - Eric Gerets, belgický fotbalista
  - John Michael Talbot, americký mnich, zpěvák, skladatel a kytarista
- 1955
  - Stephen Furst, americký herec a režisér
  - Meles Zenawi, etiopský premiér († 20. srpna 2012)
- 1958 – Michael Kimmelman, americký umělecký kritik
- 1960
  - Franco Baresi, italský fotbalista a trenér
  - Pavol Višňovský, slovenský herec
- 1962 – Danny Faure, prezident Seychel
- 1965 – Oľga Belešová, slovenská novinářka, scenáristka a herečka
- 1968 – Sebastian Schipper, německý herec a režisér
- 1970 – Naomi Kleinová, kanadská novinářka, spisovatelka, feministka a aktivistka
- 1975 – Enrique Iglesias, španělský zpěvák
- 1976 – Martha Wainwright, kanadsko-americká zpěvačka a kytaristka
- 1977 – Joe Bonamassa, americký blues-rockový kytarista
- 1978
  - Lúcio, brazilský fotbalový obránce
  - Matthew Davis, americký herec
- 1981
  - Stephen Amell, kanadský herec
  - Andrea Barzagli, italský fotbalista
- 1983 – Bershawn Jackson, atlet-překážkář USA
- 1988 – Lise de la Salle, francouzská klavíristka
- 1989
  - Benoît Paire, francouzský tenista
  - Nora Arnezederová, francouzská herečka a zpěvačka
- 1994 – Ajeé Wilsonová, americká atletka, běžkyně na středních tratích
- 1999 – Rebeca Andradeová, brazilská sportovní gymnastka
- 2003 – Mulaj Hassan, marocký korunní princ
- 2005 – Oliver Bearman, britský automobilový závodník

## Úmrtí

### Česko
- 1787 – Benedikt Stöber, jezuitský kněz (* 1714)

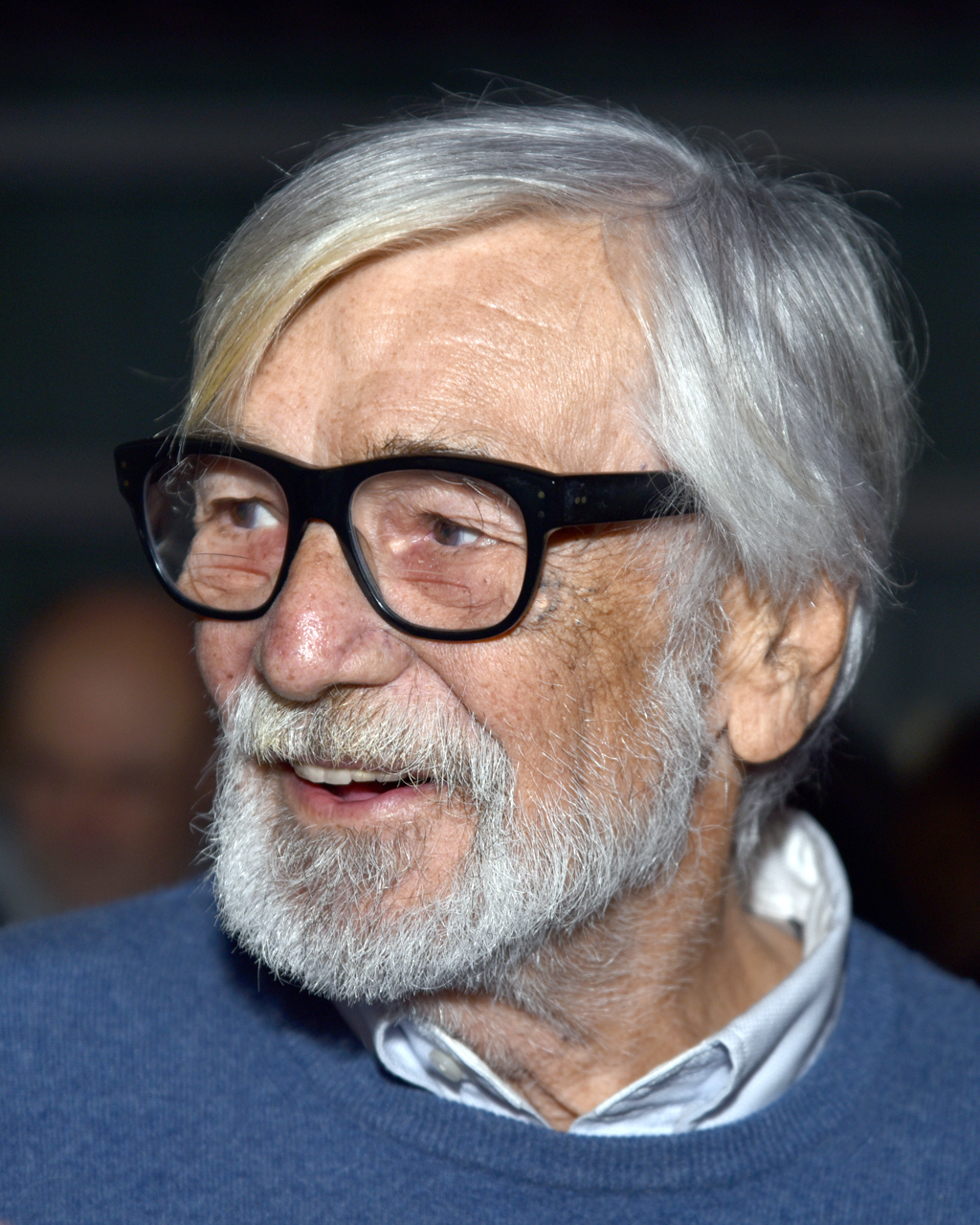
Jiří Bartoška († 2025)

- Jiří Bartoška († 2025)1813 – Jan Prokop Schaaffgotsche, první biskup českobudějovický (* 23. května 1748)
- 1854 – Jan Žvejkal, zlatník, autor cestopisu (* 1782)
- 1862 – Aleš Balcárek, básník (* 21. února 1840)
- 1885 – Pavel Křížkovský, hudební skladatel a sbormistr (* 9. ledna 1820)
- 1887
  - Georg Löw, poslanec Českého zemského sněmu (* 26. srpna 1830)
  - Josef Leander Beneš, právník a učitel (* 27. února 1830)
- 1895 – Josef Fanderlík, český politik (* 4. března 1839)
- 1897 – Josef Hilbert, malíř (* 21. listopadu 1821)
- 1898 – Gustav Wiedersperg, český šlechtic a politik (* 10. března 1839)
- 1924
  - Jan Sedlák, profesor bohosloví a historik (* 4. prosince 1871)
  - Leopold Adler, český fotograf (* 12. července 1848)
- 1920 – Josef Šír, podkrkonošský národní buditel (* 7. ledna 1859)
- 1927 – Jan Janošík, profesor anatomie a histologie (* 26. června 1856)
- 1929 – Josef Zukal, český historik (* 8. března 1841)
- 1936 – Augustin Fibiger, sekretář litoměřického biskupa (* 26. listopadu 1868)
- 1937 – Josef Fiedler, český fotograf (* 20. července 1866)
- 1938 – Josef Mojžíšek, český hudebník (* 14. května 1862)
- 1940 – Karel Fajfrlík, československý politik (* 28. ledna 1860)
- 1945
  - Jindřich Freiwald, architekt (* 6. června 1890)
  - Vladimír Eliáš, odbojář (* 17. ledna 1903)
  - Karl Friedrich Kühn, český architekt a historik umění (* 17. února 1884)
  - Antonín Stránský, profesor, historik umění (* 15. prosince 1896)
- 1948 – Karl Hilgenreiner, českoněmecký kněz, teolog a politik (* 22. února 1867)
- 1951 – Jaromír Borecký, český básník, překladatel, ředitel dnešní Národní knihovny v Praze (* 6. srpna 1869)
- 1958 – Evžen Čihák, český průkopník letectví (* 31. května 1885)
- 1961 – Karel Prusík, rakouský hudební pedagog a horolezec (* 19. května 1896)
- 1963 – Otokar Walter ml., český sochař (* 30. října 1890)
- 1970 – Adolf Procházka, český právník, politik, ministr zdravotnictví (* 5. srpna 1900)
- 1980 – Jan Bělehrádek, lékař, rektor Univerzity Karlovy a politik (* 18. prosince 1896)
- 1983 – Bohumír Halouzka, varhaník, hudební skladatel a pedagog (* 8. listopadu 1892)
- 1986 – Karel Kácl, profesor lékařské chemie a politik (* 25. ledna 1900)
- 1988 – Zdeněk Horský, astronom a historik (* 11. března 1929)
- 1992 – Otto Šimánek, divadelní a filmový herec (* 28. dubna 1925)
- 2013 – Vladimír Veselý, český odborník v oblasti včelařství (* 22. února 1933)
- 2025
  - Jiří Bartoška, herec a prezident Mezinárodního filmového festivalu v Karlových Varech (* 24. března 1947)
  - Miloš Zapletal, spisovatel, pedagog a skautský činovník (* 13. ledna 1930)

### Svět

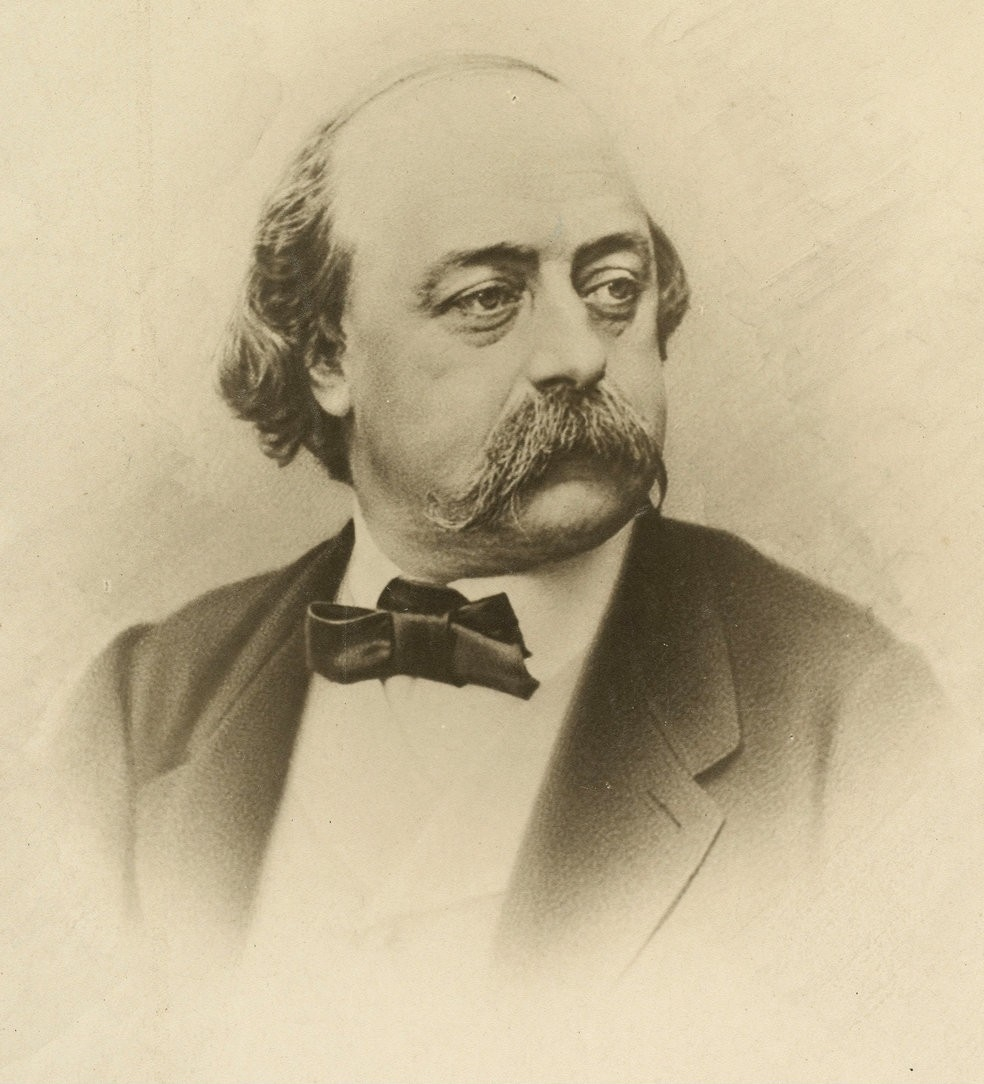
Gustave Flaubert († 1880)

- 0685 – Benedikt II., papež a světec (* ?)
- 1192 – Otakar IV. Štýrský, vévoda štýrský (* 19. srpna 1163)
- 1292 – Amato Ronconi, italský katolický světec (* 1225)
- 1319 – Haakon V. Norský, norský král (* 1270)
- 1551 – Barbora Radziwiłłovna, polská královna (* 6. prosince 1520)
- 1662 – Albert Dorville, belgický misionář v Číně (* 12. srpna 1621)
- 1669 – Pieter Post, holandský architekt, malíř a grafik (* 1. května 1608)
- 1782 – Sebastião José de Carvalho e Melo, portugalský šlechtic, osvícenec a premiér (* 1699)
- 1785 – Pietro Longhi, benátský malíř (* 5. listopadu 1701)
- 1788 – Giovanni Antonio Scopoli, rakouský lékař a přírodovědec (* 3. června 1723)
- 1794 – Antoine Lavoisier, francouzský chemik (* 26. srpna 1743)
- 1829 – Mauro Giuliani, italský skladatel, kytarista, violoncellista a zpěvák (* 27. července 1781)
- 1842 – Jules Dumont d'Urville, francouzský mořeplavec, námořní důstojník a objevitel (* 1790)
- 1852 – Giuseppe Jappelli, italský architekt (* 14. května 1783)
- 1873 – John Stuart Mill, anglický filozof a ekonom (* 20. května 1806)
- 1880 – Gustav Flaubert, francouzský spisovatel (* 12. prosinec 1821)
- 1887 – Alexandr Uljanov, spolustrůjce atentátu na cara Alexandra III. (* 12. dubna 1866)
- 1888 – Franz von Hruschka, rakouský voják, včelař a hoteliér (* 12. března 1819)
- 1891 – Helena Petrovna Blavatská, ruská osobnost duchovního života, zakladatelka Theosofické společnosti (* 1831)
- 1893 – Adolf I. ze Schaumburg-Lippe, kníže Schaumburg-Lippe (* 1. srpna 1817)
- 1903 – Paul Gauguin, francouzský malíř (* 1848)
- 1904 – Eadweard Muybridge, anglický fotograf a vynálezce (* 9. dubna 1830)
- 1905 – Josip Juraj Strossmayer, chorvatský biskup, politik a národní buditel (* 1815)
- 1919 – Věra Zasuličová, ruská marxistická spisovatelka a revolucionářka (* 8. srpna 1849)
- 1922 – Otto Hieronimus, rakouský konstruktér automobilů a motorů, pilot a automobilový závodník (* 26. července 1879)
- 1929 – Charles Horton Cooley, americký sociolog (* 17. srpna 1864)
- 1930 – Joseph Adamowski, americko-polský violoncellista (* 4. července 1862)
- 1934 – Miloslav Schmidt, zakladatel sboru dobrovolných hasičů na Slovensku (* 2. února 1881)
- 1935 – Antonio Guiteras, kubánský politik (* 22. listopadu 1906)
- 1936 – Oswald Spengler, německý filosof a spisovatel (* 29. května 1880)
- 1940 – Karol Kulisz, polský evangelický teolog (* 12. června 1873)
- 1941 – Bohumír Šmeral, politik, novinář, předseda sociální demokracie a zakladatel KSČ (* 25. října 1880)
- 1943 – Mordechaj Anielewicz, vůdce Židovské bojové organizace během povstání ve varšavském ghettu (* 1919)
- 1945 – Paul Giesler, ministerský předseda Bavorska za 2. světové války (* 15. června 1895)
- 1947 – Attilio Ferraris, italský fotbalista (* 26. března 1904)
- 1948 – Karl Hilgenreiner, českoněmecký římskokatolický teolog (* 22. února 1867)
- 1952 – William Fox, maďarsko-americký filmový manažer a podnikatel (* 1. ledna 1879)
- 1960 – Hugo Alfvén, švédský pozdně romantický hudební skladatel a dirigent (* 1. května 1872)
- 1964 – Masuzó Šikata, japonský chemik (* 10. srpna 1895)
- 1973 – Alexander Vandegrift, americký generál (* 13. března 1887)
- 1974 – Graham Bond, britský hudebník (* 28. října 1937)
- 1975 – Avery Brundage, americký atlet, sportovní funkcionář, sběratel umění, filantrop a předseda Mezinárodního olympijského výboru (* 1887)
- 1979 – Talcott Parsons, americký sociolog (* 13. prosince 1902)
- 1981 – Uri Cvi Greenberg, izraelský básník, novinář a politik (* 22. září 1896)
- 1982 – Gilles Villeneuve, kanadský pilot formule 1 (* 18. ledna 1950)
- 1983 – John Fante, americký prozaik a scenárista (* 8. dubna 1909)
- 1984
  - Herbert Matter, americký fotograf a grafický designér (* 25. dubna 1907)
  - Borys Antonenko-Davydovyč, ukrajinský spisovatel a překladatel (* 5. srpna 1899)
- 1985 – Theodore Sturgeon, americký spisovatel science fiction (* 26. února 1918)
- 1988 – Robert A. Heinlein, americký spisovatel (* 7. červenec 1907)
- 1989 – Andreas Hillgruber, německý historik (* 18. ledna 1925)
- 1990 – Luigi Nono, italský skladatel (* 29. ledna 1924)
- 1997 – Ralph Wendell Burhoe, americký teolog (* 21. června 1911)
- 2001 – Horst Grund, německý fotograf a kameraman (* 29. července 1915)
- 2004 – Marian Reniak, polský spisovatel (* 26. května 1922)
- 2008 – Arje Dvorecki, izraelský matematik (* 3. května 1916)
- 2010 – Andor Lilienthal, maďarský šachový velmistr (* 5. května 1911)
- 2011 – Cornell Dupree, americký jazzový a R&B kytarista (* 1942)
- 2012
  - Maurice Sendak, americký spisovatel a ilustrátor, autor knih pro děti (* 1928)
  - Roman Totenberg, polský houslista a pedagog (* 1. ledna 1911)
- 2013 – Taylor Mead, americký herec a básník (* 31. prosince 1924)
- 2021
  - Georgi Dimitrov, bulharský fotbalista (* 14. ledna 1959)
  - Curtis Fuller, americký pozounista a hudební skladatel (* 15. prosince 1934)
  - Helmut Jahn, německý architekt (* 4. ledna 1940)
  - German Lorca, brazilský fotograf (* 28. května 1922)

## Svátky

### Česko
- Státní svátek: Den vítězství
- Den matek
- Ctibora, Tiburcius, Tibor[zdroj⁠?!]
- Aurel, Aurelián[zdroj⁠?!]
- Zlatko, Zlatomír, Zlatan
- Řehoř[zdroj⁠?!]

### Svět
- Mezinárodní den Červeného kříže
- OSN: Čas vzpomínek na ty, kdo ztratili svůj život během druhé světové války (koná se i následující den)
- Francie: Fete de la Victorie
- Bělorusko: Den vlajky a státního znaku
- Rumunsko: Den otců (je-li 2. neděle v květnu)
- Slovensko
  - Den pracovního klidu: Den vítězství nad fašismem (slovensky Deň víťazstva nad fašizmom)
  - Ingrida

### Liturgický kalendář
- Terezie Gerhardingerová
- Svátek Panny Marie
- Klára Feyová
- Ulrika z Hegne

| 8. květen v pražském KlementinuÚdaje jsou platné k 29. 4. 2025. | 8. květen v pražském KlementinuÚdaje jsou platné k 29. 4. 2025. | 8. květen v pražském KlementinuÚdaje jsou platné k 29. 4. 2025. |
| minimum                                                         | denní průměr                                                    | maximum                                                         |
| --------------------------------------------------------------- | --------------------------------------------------------------- | --------------------------------------------------------------- |
| 0,2 °C (1781)                                                   | 13,5 °C (od 1961)                                               | 28,3 °C (2003)                                                  |